# بگبی (کالیفرنیا)
بگبی (به انگلیسی: Bagby) یک منطقهٔ مسکونی در ایالات متحده آمریکا است که در شهرستان ماریپوزا، کالیفرنیا واقع شده‌است. بگبی ۲۵۳ متر بالاتر از سطح دریا واقع شده‌است.